# ام‌اچ‌اس اوییشن
ام‌اچ‌اس اوییشن (به انگلیسی: MHS Aviation) یک شرکت هواپیمایی با کد یاتا M2 است که در ۱۹۸۳ میلادی تأسیس شده‌است. دفتر مرکزی ام‌اچ‌اس اوییشن در کوالا لامپور، مالزی واقع شده‌است و قطب این شرکت هواپیمایی در فرودگاه سلطان عبدالعزیز شاه قرار دارد.